# Guillaume Hanoteau
Pour les articles homonymes, voir Hanoteau.
Guillaume Hanoteau (1908-1985) est un avocat, acteur, scénariste, dialoguiste, journaliste, dramaturge et écrivain français.

## Biographie
Guillaume Hanoteau est né à Paris le 29 avril 1908. Il est le fils du commandant et historien Jean Hanoteau, petit-fils du général Adolphe Hanoteau et apparenté à Gabriel Hanotaux. Il est le père du peintre Jean-William Hanoteau et du juge Claude Hanoteau, nés de son mariage avec Monique Hugot.
Après des études de droit, il devient avocat au barreau de Paris de novembre 1931 à décembre 1945. Durant la Seconde Guerre mondiale, il est résistant sous le pseudonyme de « Lombard ». En 1944, à la Libération, il prévient l'une de ses relations, Alice Sapritch, alors éprise de Robert Brasillach, que « ce dernier n'avait rien à espérer de la Résistance, si ce n'est la mort aussitôt que la Libération serait acquise ».
Le 2 décembre 1945, Guillaume Hanoteau est témoin de l'assassinat de l'éditeur Denoël. Deux jours après le crime, il est jugé par défaut par le conseil de l'Ordre des avocats et radié à l’unanimité.
Après sa radiation, Guillaume Hanoteau s'oriente vers l'écriture et le journalisme. Il rédige pour Marie-Claire une chronique, « Le Paris des Parisiennes », où il s'exprime avec humour et insolence, et des articles pour Télé 7 jours et surtout Paris Match, auquel il collabore de 1952 à 1975, et dont il fut l’un des responsables. Il est également journaliste à Radio-Luxembourg.

### Saint-Germain-des-Prés
Guillaume Hanoteau fréquente quotidiennement le quartier de Saint-Germain-des-Prés, et est un témoin oculaire de cette époque des boîtes de jazz.
 Devenu le compagnon d'Alice Sapritch, il fréquente Boris Vian, Juliette Gréco, Moustache, Jean-Paul Sartre ou Simone de Beauvoir. 
Il rédige un ouvrage, L'Âge d'or de Saint-Germain-des-Prés, qui relate et restitue une autre image de cette époque. Il écrit également un long article à ce sujet dans Le Magazine littéraire no 39 d'avril 1970.
 En 1950, il crée une comédie musicale jazzy, Les Nuits de Saint-Germain-des-Prés.
Le 27 septembre 1950, il épouse la comédienne Alice Sapritch dont il divorce en 1971. 
Il fréquente également l'actrice Marie-Louise Chamarande dite Amarande.
Il meurt à Paris 4e le 26 novembre 1985, et est inhumé au cimetière de Decize le 30 novembre. Il repose à côté de son père, l’historien Jean Hanoteau.

## Filmographie

### Acteur
- 1968 : La Fille d'en face de Jean-Daniel Simon
- 1980 : La Banquière de Francis Girod
- 1984 : Le Bon Plaisir de Francis Girod

### Scénariste, dialoguiste et adaptateur
- 1950 : Le Trésor des Pieds-Nickelés de Marcel Aboulker (adaptation de la BD de Louis Forton)
- 1950 : Le Tampon du capiston de Maurice Labro
- 1951 : Palais-Royal (court métrage) de Jean Béranger
- 1952 : Le Crime du Bouif de André Cerf
- 1952 : Adieu Paris de Claude Heymann
- 1956 : Houston, Texas (court métrage) de François Reichenbach
- 1957 : Les Marines (court métrage) de François Reichenbach
- 1958 : L'Américain se détend (court métrage) de François Reichenbach
- 1959 : Novembre à Paris (court métrage) de François Reichenbach
- 1962 : Commandant X (série télévisée) de Jean-Paul Carrère
- 1964 : Babek (téléfilm) de Guy Lessertisseur
- 1965 : Au large du désert (court métrage) de Henri Fabiani
- 1965 : Carnaval Nouvelle Orléans (court métrage) de François Reichenbach
- 1966 : Le Caïd de Champignol de Jean Bastia
- 1966 : La Tour Eiffel qui tue (téléfilm) de Jean-Roger Cadet et Michel de Ré
- 1968 : La Prunelle (série télévisée) de Edmond Tyborowski
- 1970 : Le Fauteuil hanté (téléfilm) de Pierre Bureau (adaptation du roman de Gaston Leroux)
- 1981 : L'Ange noir de Roland-Bernard (téléfilm co-écrit avec Amarande)
- 1981 : Le Mari, la femme et le cosmos de Maurice Cloche (téléfilm co-écrit avec Amarande)
- 1981 : La Guerre des chaussettes de Maurice Cloche (téléfilm co-écrit avec Amarande)

### Réalisateur
- 1977 : De la résistance à l'existentialisme (court-métrage): Guillaume Hanoteau, Georges Vitaly, Paul-Louis Mignon, Jean Négroni, Michel Auclair et Michel Bouquet retracent la vie théâtrale parisienne, de l'occupation allemande jusqu'à la Libération et à la création de Caligula d'Albert Camus. Ils témoignent sur Le Malentendu d'Albert Camus, pièce jouée en 1944, et sur l'auteur, ainsi que sur le théâtre du Vieux Colombier et sur les pièces de Jean-Paul Sartre Huis clos et Les Mouches, et sur la création de Caligula au théâtre des Arts avec Gérard Philipe.

## Théâtre

### Dramaturge
- 1947 : Le Voyage à Madère, Comédie Wagram
- 1949 : La Tour Eiffel qui tue, mise en scène Michel de Ré, Show Boat puis Théâtre du Vieux-Colombier
- 1950 : Les Nuits de Saint-Germain-des-Prés, comédie musicale jazzy de Guillaume Hanoteau, musique Georges Van Parys, accompagnement par les orchestres de Boris Vian et Jean-Claude Fohrenbach[7].
- 1951 : Le Vin de la paix, mise en scène Jacques Vigoureux, Studio des Champs-Elysées
- 1952 : La Grande roue, mise en scène Roland Piétri, Théâtre Saint-Georges
- 1952 : La Grande oreille
- 1954 : La Tour Eiffel qui tue, mise en scène Michel de Ré, Théâtre du Quartier Latin
- 1955 : Le Quai Conti, mise en scène René Dupuy, Théâtre Gramont
- 1957 : Les Voyageurs égarés, mise en scène Véra Korène, théâtre de la Renaissance
- 1974 : Au théâtre ce soir : Les Voyageurs égarés, mise en scène Michel Roux, réalisation Georges Folgoas, théâtre Marigny
- 1975 : Au théâtre ce soir : La Grande roue, mise en scène Jacques Mauclair, réalisation Georges Folgoas, théâtre Marigny
- 1978 : Au théâtre ce soir : Jérôme des nuages, mise en scène Jacques Mauclair, réalisation Pierre Sabbagh, théâtre Marigny
- 1979 : La Tour Eiffel qui tue, mise en scène Paul Buissonneau, Théâtre National de Chaillot

### Adaptateur
- 1950 : Kean, ou Désorde et Génie de Alexandre Dumas, adaptation Guillaume Hanoteau et Christian Casadesus, théâtre de l'Ambigu-Comique
- 1951 : La Belle rombière, d'après Littérature de Jean Clervers , adaptation Guillaume Hanoteau et Jean Clervers, mise en scène Georges Vitaly, Théâtre de la Huchette
- 1959 : De sept heures à sept heures d'après Robert Cedric Sherriff, adaptation Guillaume Hanoteau et Philippe Georges, mise en scène Max Mégy, théâtre des Arts
- 1965 : Tricoche et Cacolet de Henri Meilhac et Ludovic Halevy, version nouvelle de Guillaume Hanoteau avec la collaboration de Eliane Rey de Villette, Odéon-Théâtre de l'Europe
- 1967 : La Belle rombière, mise en scène Roger Francel, Théâtre de Liège

## Publications
- Le Voyage à Madère, éditions Arthème Fayard, Paris : 1948
- La Tour Eiffel qui tue, éditions Arthème Fayard, Paris : 1949
- Les Alpes que j'aime, présentées par Maurice Herzog, légendées par Max Aldebert, racontées par Guillaume Hanoteau, photographiées par Michael Serraillier, éditions Sun, Paris : 1962
- L'Autriche que j'aime, présentée par Marcel Brion, légendée par Guillaume Hanoteau, racontée par Bernard George, photographiée par Michael Serraillier, éditions Sun, Paris : 1964
- L'Âge d'or de Saint-Germain-des-Prés, éditions Denoël, Paris : 1965, réédition : 1981
- Ces nuits qui ont fait Paris, éditions Fayard, Paris, éditions Tallandier, Paris (Le Cercle du nouveau livre d'histoire) : 1971
- Il est des parfums, avec Françoise Sagan, éditions Jean Dullis, Paris : 1973. Roman conçu comme « une promenade à travers le jardin des parfums », ce livre fut écrit à deux[8].
- Paris: anecdotes et portraits, éditions Fayard , Paris : 1974
- Les Doigts du miracle: Lucien Vaimber, le chiropracteur de Sacha Distel, Françoise Hardy, Georges Moustaki, Édith Piaf..., éditions de la Table ronde, Paris : 1975
- Tambour battant, propos de Moustache recueillis par Guillaume Hanoteau, éditions Julliard, Paris : 1975
- La Fabuleuse aventure de Paris-Match, éditions Plon, Paris : 1976
- Toute la lumière, éditions Jean-Jacques Pauvert, Paris : 1976
- Le Producteur, avec Claude Heymann, éditions Fayard , Paris : 1977, réédition : éditions le Livre de Paris, Bagneux : 1978
- Red Star, mémoire d'un club légendaire, éditions Seghers, Paris : 1983

## Discographie
- 1955 : La Tour Eiffel qui tue (Roman-feuilleton musical) de Guillaume Hanoteau, couplets de Jean Marsan, musique de Georges Van Parys, arrangements et orchestre de Michel Legrand, adaptation et réalisation de Yves Robert, avec Michel de Ré, Annie Girardot et Marcel Mouloudji - durée 34 min 25 s - 1 disque 33 t 25 cm  Philips Minigroove N76039R